# British Home Championship 1922
British Home Championship 1922 – trzydziesta trzecia edycja turnieju piłki nożnej między reprezentacjami z Wielkiej Brytanii. Tytułu broniła, z powodzeniem, Reprezentacja Szkocji. Królami strzelców turnieju zostali, strzelając trzy gole, Irlandczyk Billy Gillespie i Szkot Andrew Wilson.

## Turniej
| 22 października 1921 | Irlandia · Gillespie | 1 : 1(1 : 1)Raport | Anglia · Kirton 35' | Windsor Park, Belfast Widzów: 30 000 Sędzia: Alexander A. Jackson |
|                      |                      |                    |                     |                                                                   |

| 4 lutego 1922 | Walia · L. Davies · S. Davies | 2 : 1 | Szkocja · Archibald | Racecourse Ground, Wrexham |
|               |                               |       |                     |                            |

| 4 marca 1922 | Szkocja · Wilson | 2 : 1 | Irlandia · Gillespie | Celtic Park, Glasgow |
|              |                  |       |                      |                      |

| 13 marca 1922 | Anglia · Kelly 3' | 1 : 0(1 : 0)Raport | Walia | Anfield Road, Liverpool Widzów: 35 000 Sędzia: John Forshaw |
|               |                   |                    |       |                                                             |

| 1 kwietnia 1922 | Irlandia · Gillespie | 1 : 1 | Walia · Davies | Windsor Park, Belfast |
|                 |                      |       |                |                       |

| 8 kwietnia 1922 | Anglia | 0 : 1(0 : 0)Raport | Szkocja · Wilson 62' | Villa Park, Birmingham Widzów: 33 646 Sędzia: Thomas R. Dougray |
|                 |        |                    |                      |                                                                 |

## Tabela
| Msc. | Zespół   | M | W | R | P | Br+ | Br- | Pkt |
| ---- | -------- | - | - | - | - | --- | --- | --- |
| 1    | Szkocja  | 3 | 2 | 0 | 1 | 4   | 3   | 4   |
| 2    | Walia    | 3 | 1 | 1 | 1 | 3   | 3   | 3   |
| 2    | Anglia   | 3 | 1 | 1 | 1 | 2   | 2   | 3   |
| 4    | Irlandia | 3 | 0 | 2 | 1 | 3   | 4   | 2   |

## Strzelcy
3 gole
- Andrew Wilson
- Billy Gillespie

2 gole
- Len Davies

1 gol
- Billy Kirton
- Stan Davies
- Alexander Archibald
- Bob Kelly